# Wapen van Zandvoort

Het wapen van Zandvoort

Het wapen van Zandvoort werd in 1817 aan de Noord-Hollandse gemeente Zandvoort toegekend. Het wapen is sindsdien in ongewijzigde vorm in gebruik gebleven. Het wapen is sinds 1613 in vergelijkbare vorm bekend.

## Blazoenering
De blazoenering van het gemeentelijk wapen luidt als volgt:
Van lazuur beladen met 3 door elkander geplaatste haringen van goud.
Het schild is blauw van kleur met daarop drie gouden haringen, de zogenaamde rijkskleuren. De haringen zijn niet naast of onder elkaar, maar door elkaar geplaatst. Over het algemeen zijn de haringen in een stervorm geplaatst: een paalsgewijs met de kop naar boven en de andere twee met de kop naar beneden.

## Geschiedenis
Een eerste wapen van Zandvoort is bekend sinds 1613, het gaat dan om het wapen van de heerlijkheid Zandvoort. Het heerlijkheidswapen toont een blauw schild met daarop drie zilveren haringen, welke door elkaar staan. Waar het wapen vandaan komt is niet bekend. Er zijn wel twee mogelijke verklaringen voor:
1. de drie haringen zouden symbool kunnen staan voor de visserij al belangrijkste inkomstenbron van het dorp. Zandvoort is een vissersdorp geweest;[1]
2. de drie haringen zouden symbool kunnen staan voor Jezus Christus. De drie gekruiste haringen vormen samen een Byzantijns Christusmonogram.[1] De verticaal staand is dan de I en de twee gekruisten de X, samen Chi en de Rho: de eerste letters van de naam Christus.[2] De vis zelf is ook een symbool voor Christus.

Het huidige wapen werd op 22 oktober 1817 per Koninklijk Besluit door de Hoge Raad van Adel aan de gemeente Zandvoort toegekend.

## Vergelijkbare wapens
Een aantal familiewapens zijn vergelijkbaar met het wapen van Zandvoort. Zo is het wapen van het geslacht Quispel (voorheen Santvoort) zeer vergelijkbaar. Het is niet bekend welk wapen ouder is. Andere wapens die in mindere mate op het wapen Zandvoort lijken zijn die van de geslachten Van Cleef, Van Ogten en Steur. Het geslacht Steur voert een sprekend wapen met daarin dus niet drie haringen, maar drie steuren. 